# Bruno Bezerra de Menezes Souza
Bruno Bezerra de Menezes Souza (* 27. Juni 1977 in Niterói) ist ein ehemaliger brasilianischer Handballspieler.

## Karriere
Souza spielte in der Handball-Bundesliga und stand bei Frisch Auf Göppingen und HSV Hamburg unter Vertrag. Mit dem HSV gewann er 2007 den Europapokal der Pokalsieger. Im Sommer 2008 wechselte er zum spanischen Aufsteiger BM Alcobendas. Als Alcobendas während der Saison 2008/09 finanzielle Probleme hatte, verließ Souza den Verein. Im Anschluss unterschrieb er einen Vertrag beim französischen Verein HBC Nantes. Im Sommer 2010 beendete Souza dort zunächst seine Karriere; von April 2011 bis Saisonende gehörte er wieder dem Kader von Nantes an.
Mit der brasilianischen Nationalmannschaft gewann er die Panamerikaspiele 2007. Im Finale gegen Argentinien erzielte Bruno Souza neun Treffer. Er nahm an den Olympischen Spielen 2004 in Athen teil und erzielte in 6 Spielen 28 Treffer. Weiterhin nahm er an den Olympischen Spielen 2008 in Peking teil und erzielte in 5 Spielen 16 Treffer.